# Febronianizm

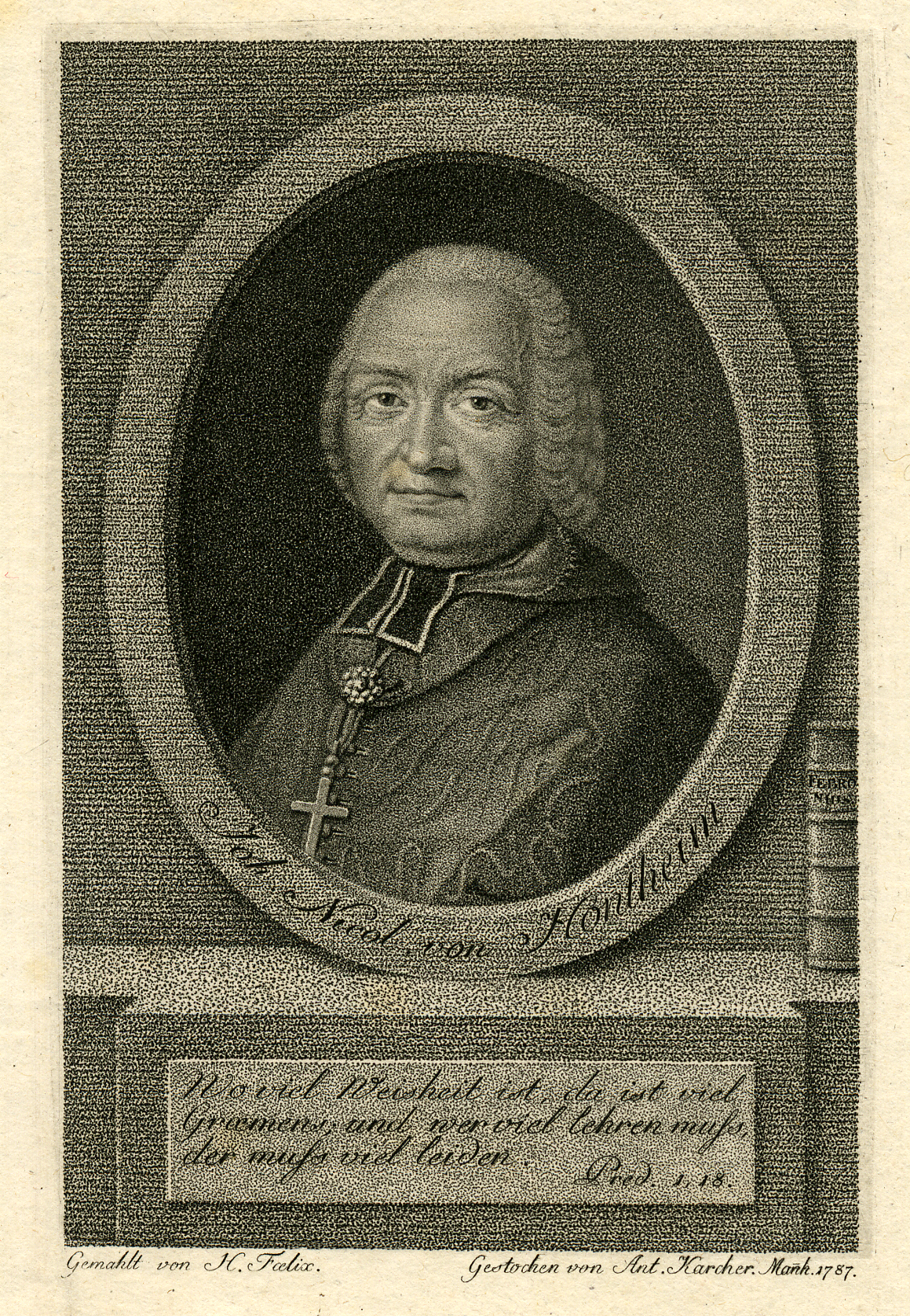
Bp Nicolas von Hontheim

Febronianizm – doktryna głosząca m.in. wyższość episkopatów nad zwierzchnictwem papieża w Kościele katolickim, pomimo potępienia w 1764 r. przez Klemensa XIII wywarła wpływ na starokatolicyzm w Niemczech i józefinizm w monarchii austro-węgierskiej.
Tezy febronianizmu opracował niemiecki prałat Johann Nikolaus von Hontheim (1701–1790), biskup pomocniczy Trewiru, który posługiwał się pseudonimem Justinus Febronius, a w roku 1763 opublikował dzieło De statu Ecclesiae et legittima potestate romani pontificis („O obecnym stanie Kościoła i o prawowitej władzy biskupa Rzymu”). Sprzyjając jedności chrześcijan, Febronius utrzymywał, że władza w Kościele należy do episkopatu. Najwyższą jej formą jest sobór, papieżowi przysługuje tylko honorowe, a nie rzeczywiste przewodnictwo w Kościele.
27 lutego 1764 r. Stolica Apostolska umieściła dzieło Febroniusa na indeksie ksiąg zakazanych. Ciągle jednak trwały dyskusje i polemiki, ponieważ przedstawione przez niego poglądy podzielało wielu członków Kościoła.
W 1786 r. biskupi Trewiru, Kolonii, Salzburga i Moguncji przyjęli poglądy febroniańskie dla niemieckiego Kościoła narodowego, wraz z większą niezależnością od Rzymu, w myśl wskazań cezaropapizmu i józefinizmu, ingerującego w administrację kościelną oraz w życie wewnętrzne Kościoła.